# Infračervený ušní teploměr

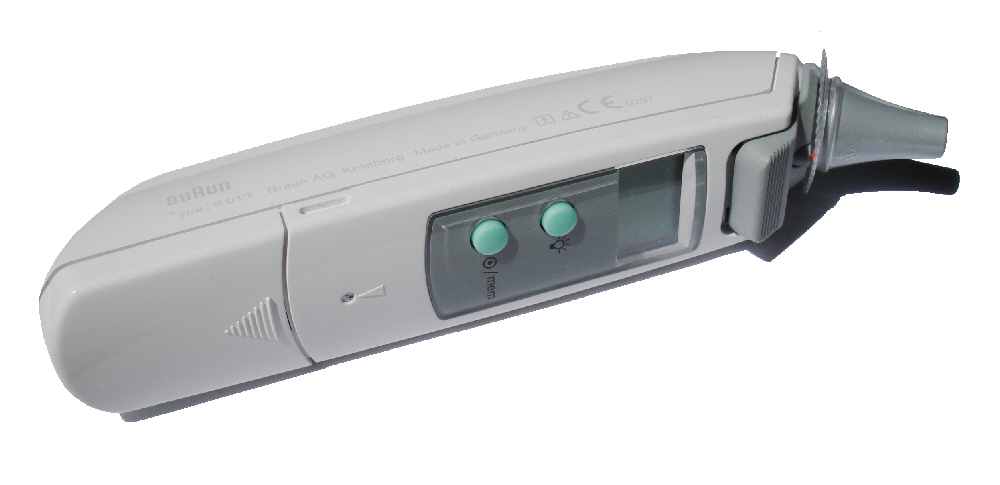
Digitální infračerverný teploměr

Infračervený ušní teploměr je teploměr, který pro zjištění tělesné teploty využívá infračervené záření. Byl vyvinut pro potřeby NASA. Klasický teploměr byl v kosmickém prostoru nebezpečný kvůli rtuti a rektální teploměr není příliš pohodlný.

## Způsob použití
Teploměr se přiloží k uchu a vyhodnotí infračervené záření, které je vyzařováno k ušnímu bubínku. Celé měření netrvá déle než 1 sekundu. 

## Využití
Pro jednoduchou manipulaci je dnes ušní teploměr využíván hlavně u kojenců a malých dětí.